# Nova Lacerda
Nova Lacerda é um município brasileiro do estado de Mato Grosso. Localiza-se a uma latitude 14º28'34" sul e a uma longitude 59º36'31" oeste, estando a uma altitude de 190 metros. Segundo estimativas do IBGE de 2022, o município possuía 6.670 habitantes. Possui uma área territorial de 4.780,426 km².

## História
Nova Lacerda foi criado pela desmembração dos territórios dos municípios de Comodoro e Vila Bela da Santíssima Trindade pela Lei Estadual nº6.722 de 26 de dezembro de 1995, sendo que o ano de instalação do município foi em 1997.

## Religião
Religião no Município de Nova Lacerda segundo o censo de 2010.
| Religião       | %    |
| -------------- | ---- |
| Catolicismo    | 62,4 |
| Protestantismo | 24,6 |
| Outras         | 3,1  |
| Sem religião   | 9,9  |

## Administração
- Prefeito: Uilson Jose da Silva (2021/2024)
- Vice-prefeito: José Alvares de Menezes
- Presidente da Câmara: ? (2021/2022)

## Últimos prefeitos eleitos
| Ano  | Prefeito        | Partido | Votos | %     | Ref    |
| ---- | --------------- | ------- | ----- | ----- | ------ |
| 2004 | Tião            | PPS     | 952   | 39,83 | [ 9 ]  |
| 2008 | Valmir Moretto  | DEM     | 1.214 | 42,43 | [ 10 ] |
| 2012 | Valmir Moretto  | DEM     | 1.887 | 53,84 | [ 11 ] |
| 2016 | Uilson Linguiça | DEM     | 2.182 | 61,73 | [ 12 ] |
| 2020 | Uilson Linguiça | DEM     | 1.701 | 54,31 | [ 13 ] |